# Младшев, Валерий Васильевич
Вале́рий Васи́льевич Мла́дшев (2 мая 1953, Верхняя Чуча, Новоторъяльский район, Марийская АССР, РСФСР, СССР) ― советский и российский художник-декоратор, мастер декоративно-прикладного искусства. Бутафор, заведующий бутафорским цехом Марийского театра драмы имени М. Шкетана (1974―1998), заведующий бутафорским цехом Марийского театра юного зрителя (с 1998). Заслуженный работник культуры Российской Федерации (2006).

## Биография
Родился 2 мая 1953 года в деревне Верхняя Чуча ныне Новоторъяльского района Марий Эл в крестьянской семье.
Учился в Йошкар-Олинской музыкально-художественной школе-интернате № 1.
Служил в рядах Советской армии. 
В 1972 году окончил Йошкар-Олинское художественное училище.
С 1974 года ― бутафор, бутафор-декоратор, заведующий бутафорским цехом Марийского театра драмы имени М. Шкетана.
С 1998 года ― заведующий бутафорским цехом Марийского театра юного зрителя.
Проходил курсы повышения квалификации для художников-бутафоров в Москве и Ленинграде, экскурсии по музеям и мастерским не только крупнейших театров России, но и «Мосфильма» и «Ленфильма».
В настоящее время живёт и работает в г. Йошкар-Оле.

## Художественное творчество
Является автором панно «Погоня», «Медведь», «Клесты», «Северное сияние» и др., хранящихся в фондах Республиканского музея изобразительных искусств Марий Эл.
Известен и как резчик по дереву: занимался чеканкой, создал десятки рам для живописи и иконописи, рамы для зеркал и трюмо, оригинальную мебель, используемые в качестве реквизита и украшавшие интерьеры в театральных постановках. Известны его работа над «шапкой Мономаха», «скипетром» и «державой» для оперы «Борис Годунов», изготовление резной мебели для оперетты «Кармен» и балета «Дон Кихот», чеканных украшений и оружия для «Калевалы» и марийской легенды «Аксар ден Юлавий».
Его творчеству посвящён документальный фильм «Золотые руки».
В 2006 году ему присвоено почётное звание «Заслуженный работник культуры Российской Федерации». В 2003 году он стал лауреатом Марийского республиканского фестиваля декоративно-прикладного искусства «Всё из дерева» (2003).

## Признание заслуг
- Заслуженный работник культуры Российской Федерации (29 мая 2006)[2][3] ― за заслуги в области культуры и многолетнюю плодотворную работу[7][8]
- Заслуженный работник культуры Республики Марий Эл (1993)[2][3]
- Лауреат Марийского республиканского фестиваля декоративно-прикладного искусства «Всё из дерева» (2003)[2][3]